# Aglaia membranifolia
Aglaia membranifolia är en tvåhjärtbladig växtart som beskrevs av George King. Aglaia membranifolia ingår i släktet Aglaia och familjen Meliaceae. Inga underarter finns listade i Catalogue of Life.